# Фукусімська АЕС-1
37°25′12″ пн. ш. 141°1′58″ сх. д. / 37.42000° пн. ш. 141.03278° сх. д.
Перша Фукусімська атомна електростанція (яп. 福島第一原子力発電所, ふくしまだいいちげんしりょくはつでんしょ МФА: [ɸu̥kuɕima dai̯.it͡ɕi genɕiɾʲoku hat͡sudenɕo]) — атомна електростанція в Японії. Розташована на території містечок Окума й Футаба повіту Футаба префектури Фукусіма. Запущена в експлуатацію 1971 року. Станом на 2011 рік мала шість енергоблоків. Виробляє 4,7 ГВт енергії. Одна з 25 найбільших атомних електростанцій світу. Перша АЕС, яка побудована Токійською енергетичною компанією (TEPCO). Розташована на відстані 11,5 км на південь від Другої Фукусімської АЕС, що також експлуатується компанією TEPCO. Скорочена назва 1F.

## Енергоблоки
| Енергоблок | Тип реакторів | Потужність | Потужність | Початкок будівництва | Енергетичний пуск | Початок експлуатації | Закриття   |
| Енергоблок | Тип реакторів | Нетто      | Брутто     | Початкок будівництва | Енергетичний пуск | Початок експлуатації | Закриття   |
| ---------- | ------------- | ---------- | ---------- | -------------------- | ----------------- | -------------------- | ---------- |
| 1          | BWR-3         | 439 МВт    | 460 МВт    | 25.07.1967           | 17.11.1970        | 26.03.1971           | 19.05.2011 |
| 2          | BWR-4         | 760 МВт    | 784 МВт    | 09.06.1969           | 24.12.1973        | 18.07.1974           | 19.05.2011 |
| 3          | BWR-4         | 760 МВт    | 784 МВт    | 28.12.1970           | 26.10.1974        | 27.03.1976           | 19.05.2011 |
| 4          | BWR-4         | 760 МВт    | 784 МВт    | 12.02.1973           | 24.02.1978        | 12.10.1978           | 19.05.2011 |
| 5          | BWR-4         | 760 МВт    | 784 МВт    | 22.05.1972           | 22.09.1977        | 18.04.1978           | 17.12.2013 |
| 6          | BWR-5         | 1067 МВт   | 1100 МВт   | 26.10.1973           | 04.05.1979        | 24.10.1979           | 17.12.2013 |
| 7 (план)   | ABWR          | 1325 МВт   | 1380 МВт   |                      |                   | (2014 плановане)     |            |
| 8 (план)   | ABWR          | 1325 МВт   | 1380 МВт   |                      |                   | (2015 плановане)     |            |

## Реактори

Поперечний перетин реакторного відділення (BWR), блоки № 1—5. 1 — активна зона (касети з паливом), 5 — басейн витримки відпрацьованого палива, 8 — корпус реактора, 10 — бетонна гермооболонка, 19 — сталева оболонка, 24 — бак-барботер, 39 — стрижні СУЗ

Реактори для 1-го, 2-го і 6-го енергоблоків були поставлені американською корпорацією General Electric, для 3-го і 5-го енергоблоків — Toshiba, і для 4-го енергоблоку — Hitachi. Всі шість реакторів були спроектовані компанією General Electric
Архітектурне проектування було виконано компанією Ebasco. А все будівництво — Kajima.
На АЕС "Фукусіма-1" використовуються киплячі ядерні реактори типу BWR. Їхня конструктивна особливість і принципова відмінність від реакторів типу ВВЕР-1000, які експлуатуються в Україні, в тому, що вони одноконтурні. В них пароводяну суміш отримують в активній зоні. Тиск води в першому контурі становить близько 70 атм (в ВВЕР-1000 — Р=160, t=290-320 °C). При цьому тиску вода закипає в об'ємі активної зони вже за температури 280 °C. Киплячі реактори мають ряд переваг у порівнянні з некиплячими. У киплячих реакторах корпус працює при нижчому тиску, у схемі АЕС немає парогенератора. Вони більш економічні. Недоліком є відсутність другого контуру. Пар з активної зони реактора подається в машзал на турбіну, що істотно розширює зону суворого режиму («брудну» зону). Також принциповою відміною цих реакторів є те, що стрижні управління і захисту (СУЗ) реактора подаються в активну зону знизу.
Блок № 1, потужністю — 460 МВт з киплячим ядерним реактором (BWR-3), почав будуватися в липні 1967 року, а вже 26 березня 1971 року почав виробництво електроенергії. Зняття з експлуатації цього блоку було заплановано на початок 2011 року.
У лютому 2011 року, японські регуляторні органи надали відстрочку закриття реактора на десять років для продовження його експлуатації. 12 березня 2011 року, о 08:36 за київським часом, реакторне відділення блоку № 1 було зруйноване вибухом водню.
Енергоблок № 1 АЕС "Фукусіма-1" був розрахований на максимально допустиме прискорення коливань при землетрусі — 1,74 м/с². Все обладнання і пристрої блока були перевірені після землетрусу 1978 року в префектурі Міягі, коли земля коливалась з прискоренням 1,22 м/с² протягом 30 секунд. Критичних пошкоджень обладнання виявлено не було. Але 11 березня 2011 року землетрус викликав прискорення коливань до 3,43 м/с² поблизу епіцентру і, крім завданих руйнувань, здійняв цунамі висотою до 5,7 метра, які вивели з ладу резервні генератори (РДЕС) системи безпеки АЕС, що, за попередніми висновками, нарівні з руйнуваннями ліній електропередач, призвело до знеструмлення енергоблоків, виходу зі строю системи охолодження реакторів, падіння рівня води в реакторах і басейнах зберігання касет відпрацьованого палива нижче встановленого критичного рівня, перегріву касет і їх плавлення і як наслідок, утворення водню.

## Аварія на АЕС

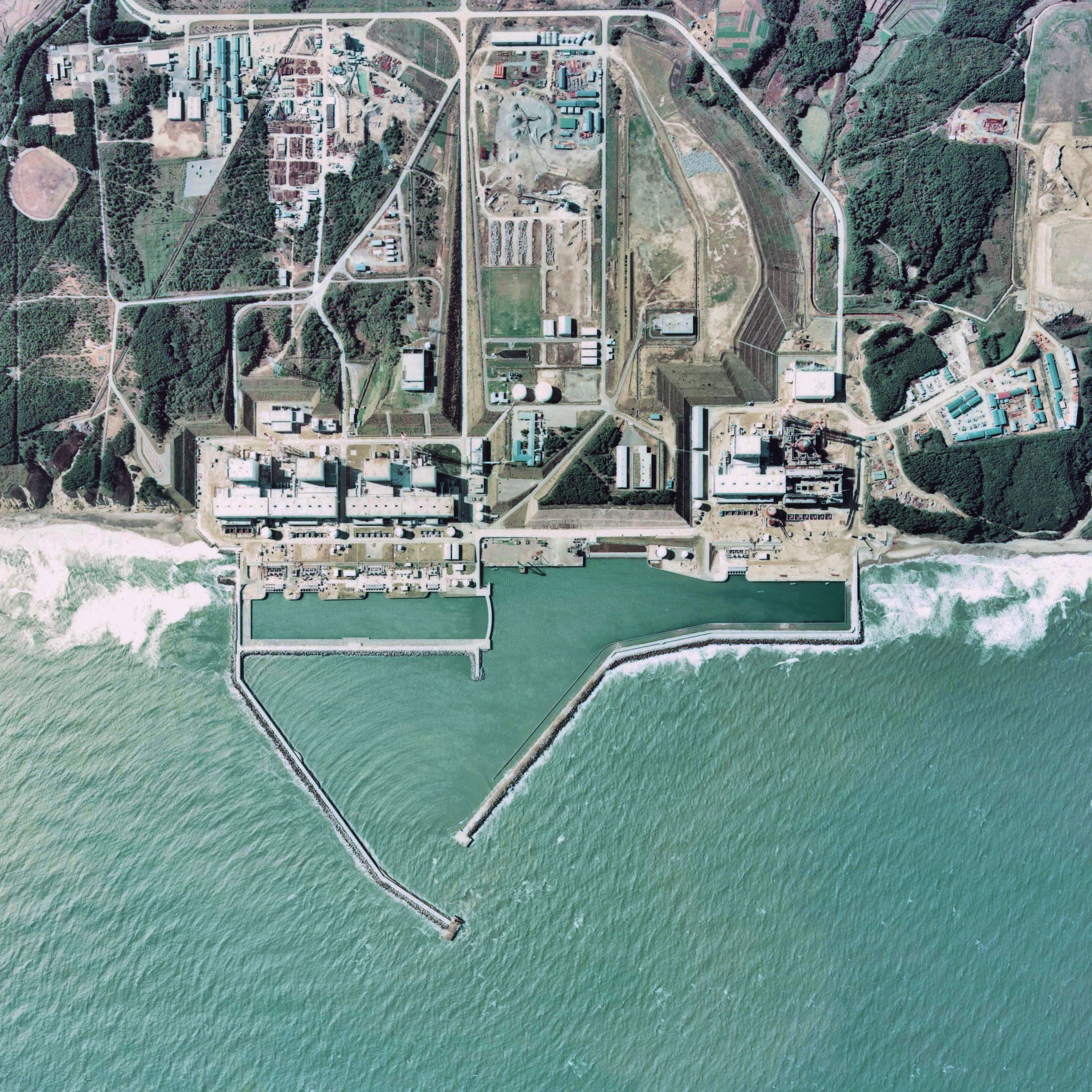
Перша Фукусімська АЕС

### Хроніка подій
11 березня 2011 року, внаслідок найсильнішого за час спостереження землетрусів у Японії сталася радіаційна аварія з локальними наслідками, за заявою японських авторитетних осіб — 4-го рівня на момент початку аварії за шкалою INES. На Першій Фукусімській АЕС три працюючих енергоблоки були зупинені дією аварійного захисту, проте було перервано електропостачання (у тому числі від резервних дизельних електростанцій), необхідне для відводу залишкового енерговиділення реактора.
12 березня 2011 року, о 00:00 за київським часом, була оголошена евакуація населення з 10-кілометрової зони навколо АЕС "Фукусіма-1" (пізніше зона була розширена до 20 кілометрів, а згодом до 30-ти).
12 березня 2011 року, о 08:36 за київським часом, стався вибух на першому енергоблоці АЕС "Фукусіма-1", у результаті чого було зруйновано частину бетонних конструкцій. Причина вибуху — утворення водню в результаті падіння рівня води в реакторі і перегріву активної зони. Корпус реактора не постраждав, зруйнована зовнішня оболонка блоку із залізобетону. Чотири людини, які брали участь у роботах на станції, зазнали поранень і були направлені в лікарні.
Того ж дня, у взятих пересувними лабораторіями за територією проммайданчика АЕС пробах виявлений цезій, що може свідчити про негерметичність оболонок частини ТВЕЛів (тепловиділяючих елементів), але кількісних даних наведено не було.
12 березня 2011 року, об 11:20 за київським часом, стало відомо, що Генеральний секретар Уряду Японії підтвердив інформацію про витік радіації. Масштаби витоку не уточнювалися.
12 березня 2011 року, о 14:41 за київським часом, Генеральний секретар Кабінету міністрів Японії Юкіо Едано підтвердив інформацію, що під час вибуху була зруйнована зовнішня бетонна стіна будівлі реакторного відділення, а внутрішня сталева герметична оболонка не була пошкоджена. Таким чином, за його словами, істотного викиду радіоактивних речовин не сталося. Юкіо Едано також заявив, що з метою охолодження реактора ухвалено рішення заповнити його гермооболонки морською водою. Операція із закачування води займе від п'яти до десяти годин. З приводу причин вибуху Юкіо Едано заявив, що в міру падіння рівня охолоджувальної води утворювався водень, який, просочуючись у простір між бетонною стіною і сталевою оболонкою, змішувався з повітрям, що і призвело до вибуху.
Рівень радіації на кордоні проммайданчика станції відразу після вибуху досяг 1015 мікрозіверт/год, через 4 хвилини — 860 мікрозіверт/годину, через 3 години 22 хвилини — 70,5 мікрозіверта/год.
13 березня 2011 року, уряд Японії поінформував про складну ситуацію на блоці № 3 — вийшла з ладу система його аварійного охолодження, яка повинна була запрацювати при зниженні рівня теплоносія нижче певної уставки. Є попередні дані, що твели по висоті частково перебували або перебувають вище рівня води. Існує загроза вибуху водню.
13 березня 2011 року, японські офіційні особи повідомили МАГАТЕ, що о 09:20 за місцевим часом почалося скидання тиску в гермооболонки 3-го блоку контрольованим випуском пари. У подальшому, через відсутність всіх можливостей охолодження реактора зсередини, почалася операція по закачуванню морської води в гермооболонки 3-го енергоблоку, для охолодження корпуса реактора зовні.
14 березня 2011 року, стався вибух на 3-му енергоблоці станції в результаті скупчення водню під дахом реактора. Генеральний секретар уряду Японії повідомив, що реактор та його захисна оболонка не постраждали.
24 червня 2011 року, на дах АЕС «Фукусіма-1» впав безпілотний літальний апарат. Ніяких зовнішніх ознак вибуху не було, однак про рівень нанесених ушкоджень одразу після аварії відомо не було відомо.

### Постраждалі
За заявою офіційних осіб Японії, в результаті вибуху один працівник станції отримав важкі травми і помер, четверо доставлені до лікарні. Також постраждали два працівники підрядних організацій. Відомо про одного працівника станції, який отримав дозу опромінення 106 мЗв, що перевищує нормальну дозу, але нижче передбаченої МАГАТЕ для аварійних ситуацій. Продовжує залишатися невідомим місцезнаходження ще двох співробітників станції.
За оцінками німецького фізика та медика Себастіана Пфлюгбайля аварію на Першій Фукусімській АЕС та на Чорнобильський АЕС можна порівняти, адже це події одного класу: руйнується оболонка реактора, радіоактивні ізотопи забруднюють довкілля. За словами вченого, радіоактивні речовини не потраплять, на відміну від Чорнобиля, на десятикілометрову висоту і радіоактивні речовини не будуть розподілятися всією територією північної півкулі, а лише на близько 500 кілометрів, але забруднення буде щільнішим, що є катастрофічним для густонаселеної Японії.
За обережними прогнозами аварія на АЕС "Фукусіма-1" може сягнути 6-го рівня, зважаючи на ступінь руйнації 1-го і 3-го енергоблоків і густонаселені території в районі аварії.
У 2020 році уряд Японії ухвалив рішення скинути в море забруднену воду з АЕС "Фукусіма-1". Експерти попередили, що вода на даний момент «занадто небезпечна», щоб скидати її в море, тому перед зливом її будуть розбавляти чистою морською водою. Фахівці стверджують, що є і альтернатива, наприклад, можна продовжувати будувати резервуари для зберігання води і утримувати її до тих пір, поки вона стане менш радіоактивною. Однак японські чиновники кажуть, що скидання води – це «кращий курс дій». 24 серпня 2023 року, за повідомленням Reuters, Японія розпочала скид очищеної радіоактивної води з атомної електростанції Фукусіми, із заводу на північ від Токіо, в море.

### Подальший хід подій
У січні 2021 року, RACE та Tepco уклали угоду спільного проєкту Великої Британії та Японії під назвою «LongOps», щоб пришвидшити виведення з експлуатації реакторів АЕС «Fukushima Daiichi» в Японії та британської атомної станції Селлафілд. Близько 12 млн фунтів стерлінгів було спрямовано на чотирирічну дослідницьку схему, що склало значну частину інвестицій уряду Великої Британії у робототехніку та автономні системи з 2014 року (розміром 450 млн фунтів стерлінгів).
У січні 2022 року, за повідомленням телерадіокомпанії NHK, з посиланням на оператора АЕС — компанію «Токіо Денрьоку», на японській АЕС «Фукусіма-1» стався витік холодоагенту, який використовувався для заморожування ґрунту навколо реактора. Крижаний бар'єр мав не допустити потрапляння підземних вод до будівель реактора, які постраждали через землетрус та цунамі у 2011 році. Також зазначалося, що електроенергетична компанія «Токіо Денреку» використовувала з цією метою розчин хлориду кальцію. Рідкий холодоагент зберігався при температурі мінус 30 °C у чотирьох цистернах. 16 січня, за інформацією компанії, рівні рідини у двох цистернах впали. Працівники виявили калюжі поблизу стіни та підрахували, що обсяг витоку становив приблизно 4 тонни. Компанія також повідомила, що могли бути частково пошкоджені труби, якими циркулювала рідина. Як зазначає NHK, вона обіцяє визначити пошкоджену ділянку та провести ремонт як у найкоротші терміни.
У лютому 2024 року повідомлено, що з АЕС у Тихий океан відбувся витік близько 5 тонн води, забрудненої радіоактивними речовинами. Вона може містити 22 мільярди бекерелів радіоактивних матеріалів, таких як цезій і стронцій.

### Цікаво
- При ліквідації наслідків аварії, роботи, що наближаються до високоактивних зон, швидко виходять з ладу. Радіація «вбиває» техніку шляхом швидкого її зношування, зокрема електропроводки роботів[40]